# مليكة العاصمي
مليكة العاصمي شاعرة وسياسية مغربية ولدت بمدينة مراكش بتاريخ 23 دجنبر 1946.

## مسيرتها
حصلت على الإجازة في الأدب العربي وعلى شهادة الدراسات الأدبية واللغوية المقارنة. نالت دبلوم الدراسات العليا من كلية الآداب والعلوم الإنسانية بالرباط. تشتغل أستاذة بالتعليم الجامعي بجامعة القاضي عياض، بمراكش، بعد أن زاولت التدريس في كلية الآداب في جامعة محمد الخامس، وعملت أستاذة باحثة في المعهد الجامعي للبحث العلمي في الرباط.
أصدرت العاصمي في بداية السبعينات مجلة «الاختيار» كما ساهمت في تحرير مجلة «الثقافة المغربية». يتوزع إنتاجها بين الكتابة الشعرية والبحث في قضايا المرأة.
اهتمت بالبحث في حضارة مراكش وثقافتها وخصوصياتها العريقة وألفت عنها كتابا بعنوان «موسوعة حضارة مراكش بين زمنين» (2019).
خلال يناير من عام 2023 احتفت بها كلية الآداب والعلوم الإنسانية بمدينة تطوان. وقد أشرف على تنظيم هذا الاحتفاء فرقة البحث في الإبداع النسائي التابعة لمختبر الدراسات الأدبية واللغوية بالكلية المذكورة.

## مؤلفاتها
- كتابات خارج أسوار العالم: شعر، ط2, الدار البيضاء، عيون المقالات،1988.
- أصوات حنجرة ميتة: شعر، الرباط، 1989.
- المرأة وإشكالية الديمقراطية.
- شيء له أسماء، الرباط، المؤسسة العربية للإبداع والنشر،1997
- بورتريهات لأسماء مؤجلة (2001)،
- كتاب العصف (2008)
- أشياء تراودها» (2015)
- موسوعة حضارة مراكش بين زمنين 2019.
- دماء الشمس [4]

## وصلات خارجية
- مليكة العاصمي على موقع أرشيف الشارخ.